# Basket Montichiari
Il Basket Montichiari era la principale società di pallacanestro di Montichiari. Con lo scioglimento nel 1993 e la successiva rifondazione, la denominazione cambiò in Montichiari Sportiva.

## Storia
La società nacque a cavallo tra gli anni sessanta e settanta. Nel 1988 la squadra si fuse con il Basket Asola, dando vita al "Montibasket"; nel 1989 acquisì i diritti della B2 dal Basket Mestre e nel 1992 conquistò per la prima volta la promozione in Serie B d'Eccellenza, che disputò però per una sola stagione a causa del sopravvenuto fallimento societario.
Dalle ceneri della vecchia società nacque la "Montichiari Sportiva", che riuscì ad arrivare a disputare per la prima volta la B1 nel 1999-2000. La squadra mantenne la categoria per altre due stagioni, ma nel 2003 il presidente Franzoni decide di cedere i diritti sportivi della società.